# Victorio Ocaño
Victorio Ocaño (Córdoba; 9 de junio de 1954) es un exfutbolista argentino que se desempeñaba como defensor; vistió la camiseta de Talleres de Córdoba y la de Central Norte. Fue internacional con la Selección Argentina en 6 oportunidades.
Jugó 377 partidos en Talleres, siendo internacional con la selección argentina en 6 oportunidades. Se retiró luego de jugar 9 partidos en Central Norte.
Uno de los baluartes de la década gloriosa del Club Atlético Talleres de los años 70'. 
5 veces campeón consecutivo de la liga cordobesa de fútbol(74-79), realizó giras internacionales con el club,subcampeón del nacional 77 y vistió la camiseta de la selección nacional jugando para talleres. 
Sin duda es uno de los grandes ídolos del matador cordobés.

## Clubes
| Club                  | País      | Ano       |
| --------------------- | --------- | --------- |
| Talleres              | Argentina | 1972-1984 |
| Ferro de General Pico | Argentina | 1984      |
| Central Norte         | Argentina | 1985      |
| Unión San Vicente     | Argentina | 1986      |

### Campeonatos nacionales
| Título         | Club     | Sede    | Año  |
| -------------- | -------- | ------- | ---- |
| Copa Hermandad | Talleres | Córdoba | 1977 |